# ويليام إي. ميتزجر
ويليام إي. ميتزجر (بالإنجليزية: William E. Metzger)‏ هو رائد أعمال أمريكي، ولد في 30 سبتمبر 1868 في بيرو في الولايات المتحدة، وتوفي في 11 أبريل 1933.